# Leichtathletik-Europameisterschaften 1950/4 × 100 m der Männer

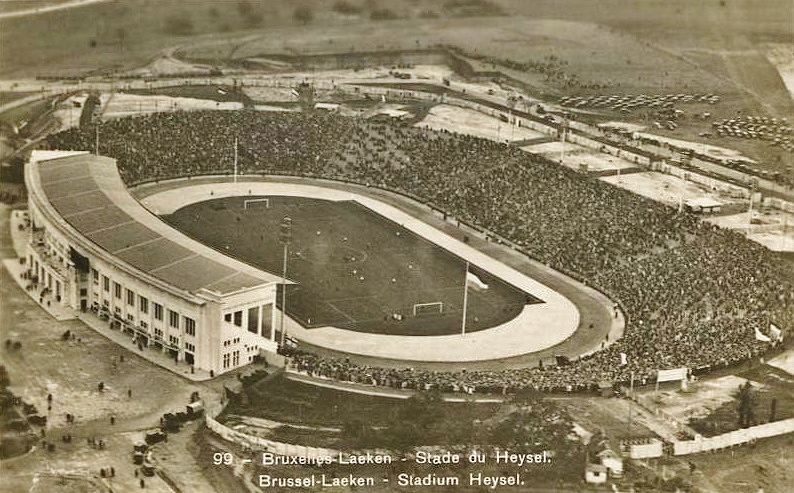
Das Brüsseler Heysel-Stadion in einer Luftaufnahme von 1935

Die 4-mal-100-Meter-Staffel der Männer bei den Leichtathletik-Europameisterschaften 1950 wurde am 23. und 25. August 1950 im Heysel-Stadion der belgischen Hauptstadt Brüssel ausgetragen.
Europameister wurde die Sowjetunion mit Wladimir Sucharew, Lewan Kaljajew, Lewan Sanadse und Nikolai Karakulow. Die Staffel aus Frankreich gewann die Silbermedaille in der Besetzung Étienne Bally, Jacques Perlot, Yves Camus und Jean-Pierre Guillon. Bronze ging an Schweden (Göte Kjellberg, Leif Christersson, Stig Danielsson, Hans Rydén).

## Bestehende Rekorde
| Weltrekord   | 39,8 s | USA (Jesse Owens, Ralph Metcalfe, Foy Draper, Frank Wykoff)                           | OS Berlin, Deutschland | 9. August 1936    |
| Europarekord | 40,1 s | Deutsches Reich (Erich Borchmeyer, Gerd Hornberger, Karl Neckermann, Jakob Scheuring) | Berlin, Deutschland    | 19. Juli 1939     |
| EM-Rekord    | 40,9 s | Deutsches Reich (Manfred Kersch, Gerd Hornberger, Karl Neckermann, Jakob Scheuring)   | EM Paris, Frankreich   | 5. September 1938 |

Der bestehende Meisterschaftsrekord wurde bei diesen Europameisterschaften nicht erreicht. Die schnellste Zeit erzielte Großbritannien mit 41,2 Sekunden im ersten Vorlauf, der allerdings wiederholt wurde, sodass es fraglich ist, ob die Zeit der Briten bestenlistenreif war. Die zweitschnellste Leistung erreichte das französische Quartett mit 41,4 Sekunden im zweiten Vorlauf. Die Siegerzeit der Europameisterstaffel aus der Sowjetunion im Finale lautete 41,5 Sekunden.

## Vorrunde
23. August 1950, 19:20 Uhr
Die Vorrunde wurde in zwei Läufen mit je fünf Mannschaften durchgeführt. Die ersten drei Staffeln pro Lauf – hellblau unterlegt – qualifizierten sich für das Finale.
Der erste Lauf wurde wiederholt. Die Gründe dafür ließen sich in den Quellen nicht ermitteln. Das Team aus Jugoslawien, das im ersten Rennen den fünften und letzten Platz belegt hatte, war im Wiederholungslauf nicht mehr dabei. Für das Finale qualifizierten sich dieselben drei Staffeln wie im ursprünglichen Lauf, nur die Reihenfolge unter ihnen war anders. Belgien belegte in beiden Rennen den vierten Rang und schied aus.

### Vorlauf 1
| Platz | Staffel        | Besetzung                                                                  | Zeit (s) |
| ----- | -------------- | -------------------------------------------------------------------------- | -------- |
| 1     | Großbritannien | John Gregory Alan Grieve Brian Shenton Austin Pinnington                   | 41,2     |
| 2     | Sowjetunion    | Wladimir Sucharew Lewan Kaljajew Lewan Sanadse Nikolai Karakulow           | 41,3     |
| 3     | Island         | Ásmundur Bjarnason Guðmundur Lárusson Finnbjörn Þorvaldsson Haukur Clausen | 42,1     |
| 4     | Belgien        | Hector Gosset Fernand Linssen Isidore Vandewiele Roland Vercruysse         | 42,6     |
| 5     | Jugoslawien    |                                                                            | 42,9     |

### Vorlauf 2
| Platz | Staffel    | Besetzung                                                           | Zeit (s) |
| ----- | ---------- | ------------------------------------------------------------------- | -------- |
| 1     | Frankreich | Étienne Bally Jacques Perlot Yves Camus Jean-Pierre Guillon         | 41,4     |
| 2     | Italien    | Franco Leccese Gino Riva Giuseppe Guzzi Angelo Moretti              | 41,5     |
| 3     | Schweden   | Göte Kjellberg Leif Christersson Stig Danielsson Hans Rydén         | 42,1     |
| 4     | Norwegen   | Erik Bjølseth Henry Johansen Knut Moum Hans Peter Pedersen          | 42,5     |
| 5     | Schweiz    | Olivier Bernard Hans Wehrli-Frei Willy Eichenberger Willy Burgisser | 43,7     |

### Wiederholung Vorlauf 1
| Platz | Staffel        | Besetzung                                                                  | Zeit (s) |
| ----- | -------------- | -------------------------------------------------------------------------- | -------- |
| 1     | Sowjetunion    | Wladimir Sucharew Lewan Kaljajew Lewan Sanadse Nikolai Karakulow           | 41,7     |
| 2     | Island         | Ásmundur Bjarnason Guðmundur Lárusson Finnbjörn Þorvaldsson Haukur Clausen | 41,7     |
| 3     | Großbritannien | John Gregory Alan Grieve Brian Shenton Austin Pinnington                   | 41,9     |
| 4     | Belgien        | Hector Gosset Fernand Linssen Isidore Vandewiele Roland Vercruysse         | 42,2     |

## Finale
25. August 1950, 19:45 Uhr
| Platz | Staffel        | Besetzung                                                                  | Zeit (s) |
| ----- | -------------- | -------------------------------------------------------------------------- | -------- |
| 1     | Sowjetunion    | Wladimir Sucharew Lewan Kaljajew Lewan Sanadse Nikolai Karakulow           | 41,5     |
| 2     | Frankreich     | Étienne Bally Jacques Perlot Yves Camus Jean-Pierre Guillon                | 41,8     |
| 3     | Schweden       | Göte Kjellberg Leif Christersson Stig Danielsson Hans Rydén                | 41,9     |
| 4     | Großbritannien | John Gregory Alan Grieve Brian Shenton Austin Pinnington                   | 41,9     |
| 5     | Island         | Ásmundur Bjarnason Guðmundur Lárusson Finnbjörn Þorvaldsson Haukur Clausen | 41,9     |
| 6     | Italien        | Franco Leccese Gino Riva Giuseppe Guzzi Angelo Moretti                     | 43,2     |